# Paepalanthus chrysolepis
Paepalanthus chrysolepis är en gräsväxtart som beskrevs av Silveira. Paepalanthus chrysolepis ingår i släktet Paepalanthus och familjen Eriocaulaceae. Inga underarter finns listade i Catalogue of Life.